# It Happens Every Thursday
It Happens Every Thursday (bra: O Amor Resolve Tudo) é um filme estadunidense de 1953, do gênero comédia romântica, dirigido por Joseph Pevney, com roteiro de Dane Lussier, Leonard Praskins e Barney Slater baseado no romance It Happens Every Thursday, de Jane S. McIlvaine.
Loretta Young aparece em seu último papel no cinema, ao lado de John Forsythe e Frank McHugh.

## Elenco
- Loretta Young ...Jane MacAvoy
- John Forsythe ...Bob MacAvoy
- Frank McHugh ...Fred Hawley
- Edgar Buchanan ...Jake
- Gregg Palmer ...Chet Dunne
- Harvey Grant ...Steve MacAvoy
- Jimmy Conlin ...Matthew
- Jane Darwell ...sra. Eva Spatch
- Willard Waterman ...Myron Trout
- Gladys George ...sra. Lucinda Holmes
- Edith Evanson ...sra. Peterson
- Edward Clark ...Homer
- Kathryn Card ...sra. Dow
- Eddy Waller ...James Bartlett
- Regis Toomey ... prefeito Hull